# Rio Lever
Rio Lever är ett vattendrag i Brasilien.   Det ligger i delstaten Tocantins, i den centrala delen av landet, 700 km norr om huvudstaden Brasília.
I omgivningarna runt Rio Lever växer i huvudsak städsegrön lövskog. Trakten runt Rio Lever är nära nog obefolkad, med mindre än två invånare per kvadratkilometer.